# Persone di nome Danilo/Calciatori
| Questa pagina contiene informazioni ricavate automaticamente dalle voci biografiche con l'ausilio del template Bio e di un bot. L'aggiornamento è periodico e automatico e ricostruisce completamente la pagina. Se manca una persona in questa lista, sei pregato di non aggiungerla, ma accertati piuttosto che la sua voce biografica contenga il template Bio e che i dati anagrafici siano correttamente compilati. Se il template Bio manca, inseriscilo tu stesso o, in alternativa, metti l'avviso {{tmp\|Bio}} che ne segnala la mancanza. Se i dati riportati sono sbagliati, correggi direttamente la voce biografica; le modifiche saranno visibili in questa lista entro pochi giorni. Per chiarimenti vedi il progetto antroponimi. La lista contiene solo le 63 persone che sono citate nell'enciclopedia e per le quali è stato implementato correttamente il template Bio. Pagina aggiornata al 6 ago 2025. |

Questa è una lista di persone presenti nell'enciclopedia che hanno il nome Danilo e sono calciatori.

## A(10)
- Danilo Aceval, ex calciatore paraguaiano (Arroyo, n. 1975)
- Danilo Acosta, calciatore honduregno (San Pedro Sula, n. 1997)
- Danilo Aguirre, ex calciatore argentino (n. 1980)
- Danilo Al-Saed, calciatore svedese (Bålsta, n. 1999)
- Danilo Almeida Alves, calciatore brasiliano (Baixa Grande, n. 1991)
- Danilo Arboleda, calciatore colombiano (Florida, n. 1995)
- Danilo Asconeguy, calciatore uruguaiano (Montevideo, n. 1986)
- Danilo Avelar, ex calciatore brasiliano (Paranavaí, n. 1989)
- Danilo Alvim, calciatore e allenatore di calcio brasiliano (Rio de Janeiro, n. 1920 - Rio de Janeiro, † 1996)
- Danilo Silva, ex calciatore brasiliano (Campinas, n. 1986)

## B(6)
- Danilo Baltierra, ex calciatore uruguaiano (Montevideo, n. 1968)
- Danilo Barbosa da Silva, calciatore brasiliano (Simões Filho, n. 1996)
- Danilo Bazzani, calciatore italiano (Modena, n. 1914 - Modena, † 1963)
- Danilo Belić, ex calciatore serbo (Vršac, n. 1980)
- Danilo Bonini, ex calciatore italiano (Bagnolo in Piano, n. 1929)
- Danilo Boza, calciatore brasiliano (Rondonópolis, n. 1998)

## C(5)
- Danilo Barcelos, calciatore brasiliano (Coronel Fabriciano, n. 1991)
- Danilo Carando, calciatore argentino (Córdoba, n. 1988)
- Danilo Cardoso, calciatore brasiliano (Umuarama, n. 1997)
- Danilo Casagrande, calciatore italiano (Treviso, n. 1916)
- Danilo Cataldi, calciatore italiano (Roma, n. 1994)

## D(5)
- Danilo D'Ambrosio, ex calciatore italiano (Napoli, n. 1988)
- Danilo dos Santos de Oliveira, calciatore brasiliano (Salvador, n. 2001)
- Danilo Dias, ex calciatore brasiliano (Ceres, n. 1985)
- Danilo Dončić, calciatore e allenatore di calcio serbo (Vranje, n. 1969 - Sofia, † 2024)
- Danilo Cirino de Oliveira, ex calciatore brasiliano (Sorocaba, n. 1986)

## F(1)
- Danilo Fernandes, calciatore brasiliano (Guarulhos, n. 1988)

## G(3)
- Danilo Gerlo, ex calciatore argentino (Los Quirquinchos, n. 1979)
- Danilo Gomes Cintra, ex calciatore brasiliano (São João da Barra, n. 1985)
- Danilo Gomes Magalhães, calciatore brasiliano (Palmas, n. 1999)

## H(1)
- Danilo Pereira, calciatore guineense (Bissau, n. 1991)

## L(4)
- Danilo Luiz da Silva, calciatore brasiliano (Bicas, n. 1991)
- Danilo Lopes Cezario, calciatore brasiliano (Bicas, n. 1991)
- Danilo Larangeira, ex calciatore brasiliano (São Bernardo do Campo, n. 1984)
- Danilo Lerda, calciatore argentino (Arias, n. 1987)

## M(6)
- Danilo Martelli, calciatore italiano (Castellucchio, n. 1923 - Superga, † 1949)
- Danilo Mayer, ex calciatore italiano (Ca' Vio, n. 1945)
- Danilo Michelini, calciatore italiano (Lucca, n. 1917 - Lucca, † 1983)
- Danilo Mitrović, calciatore serbo (Novi Sad, n. 2001)
- Danilo Moreno Asprilla, calciatore colombiano (Chigorodó, n. 1989)
- Danilo Veiga, calciatore portoghese (Gondomar, n. 2002)

## N(3)
- Danilo Neco, ex calciatore brasiliano (Mirandópolis, n. 1986)
- Danilo Nikolić, ex calciatore serbo (Belgrado, n. 1983)
- Tchê Tchê, calciatore brasiliano (San Paolo, n. 1992)

## O(1)
- Danilo Ortíz, calciatore paraguaiano (Limpio, n. 1992)

## P(3)
- Danilo Pantić, calciatore serbo (Ruma, n. 1996)
- Danilo Pereira da Silva, calciatore brasiliano (San Paolo, n. 1999)
- Danilo Popivoda, calciatore jugoslavo (Lovćenac, n. 1947 - Bijela, † 2021)

## Q(1)
- Danilo Quaranta, calciatore italiano (Teramo, n. 1997)

## R(4)
- Danilo Ravani, ex calciatore italiano (Cremona, n. 1930)
- Danilo Rinaldi, calciatore argentino (San Nicolás de los Arroyos, n. 1986)
- Danilo Ronzani, ex calciatore italiano (Roma, n. 1960)
- Danilo Russo, calciatore italiano (Castellammare di Stabia, n. 1987)

## S(5)
- Danilo Sacramento, ex calciatore brasiliano (Araras, n. 1982)
- Danilo Sbrana, calciatore italiano (Pisa, n. 1900 - Firenze, † 1965)
- Danilo Sekulić, calciatore serbo (Sombor, n. 1990)
- Danilo Soares, calciatore brasiliano (Belo Horizonte, n. 1991)
- Danilo Soddimo, ex calciatore italiano (Roma, n. 1987)

## T(2)
- Danilo Torriglia, calciatore italiano (Terni, n. 1936 - † 2016)
- Danilo Turcios, ex calciatore honduregno (Sonaguera, n. 1978)

## V(2)
- Danilinho, ex calciatore brasiliano (Ponta Porã, n. 1987)
- Danilo Venturi, ex calciatore italiano (San Martino Buon Albergo, n. 1926)

## Z(1)
- Danilo Zini, ex calciatore italiano (Correggio, n. 1978)